# Église Saint-Pallais de Saint-Palais-de-Phiolin
L'église Saint-Pallais est une église catholique située à Saint-Palais-de-Phiolin, en France.

## Localisation
L'église est située dans le département français de la Charente-Maritime, sur la commune de Saint-Palais-de-Phiolin. Elle est placée sous le vocable de saint Pallais, évêque de Saintes au VIe siècle.

## Protection
L'église Saint-Pallais est classée au titre des monuments historiques par arrêté du 15 novembre 1913.